# Droga wojewódzka 555
Die Droga wojewódzka 555 (DW 555) ist eine neun Kilometer lange Droga wojewódzka (Woiwodschaftsstraße) in der polnischen Woiwodschaft Masowien, die Srebrna mit Stary Duninów verbindet. Die Strecke liegt im Powiat Płocki.

## Streckenverlauf
Woiwodschaft Masowien, Powiat Płocki
-  Srebrna (DW 559)
- Kobierniki
- Siecień
-  Murzynowo (DW 562)
-  Stary Duninów (DK 62)